# Rhabdopholis robertsi
Rhabdopholis robertsi är en skalbaggsart som beskrevs av Harrison 2004. Rhabdopholis robertsi ingår i släktet Rhabdopholis och familjen Melolonthidae. Inga underarter finns listade i Catalogue of Life.